# Othello (film, 1965)
Othello je britský film z roku 1965, který vychází z divadelního představení Royal National Theatre, které se hrálo v letech 1964–1966, režisérem inscenace byl John Dexter. Režisérem filmové verze byl Stuart Burge, ve film hráli Laurence Olivier, Maggie Smithová, Joyce Redmanová a Frank Finlay, kteří všichni obdrželi nominace na Oscara. Pro Dereka Jacobiho a Michaela Gambona to byl filmový debut.

## Charakteristika a pozadí vzniku
Film zachovává většinu děje Shakespearovy původní hry a nemění pořadí scén. Pouze byla vynechána scéna blázna a některé další scény byly mírně zkráceny (jevištní verze byla delší než film, který z ní vychází). Film měl velmi omezený rozpočet, protože všichni sponzoři, kteří podpořili dřívější filmové adaptace Hamleta z roku 1948 a Richarda III. z roku 1955 (ve kterých Laurence Olivier nejen hrál, ale také je režíroval), mezitím zemřeli. Ještě před natáčením Othella se Laurence Olivier neúspěšně pokoušel získat peníze na zfilmování Macbetha poté, co tuto roli hrál v roce 1955 ve Stratfordu nad Avonou. Filmový štáb si proto nemohl dovolit natáčení ve vzdálených a drahých exteriérech, ani dražší studiové scény.
Přes tato zásadní finanční omezení je Othello z roku 1965 první anglickou jazykovou verzí natočenou v barvě (ruská verze také v barvě byla natočena již v roce 1955) a navíc širokoúhlou. Ze všech filmových adaptací Shakespeara, ve kterých hrál Laurence Olivier, obsahuje Othello nejméně hudby. Jago a vojáci zpívají v jedné scéně opileckou píseň a v další scéně hudebníci krátce hrají na exotické nástroje, ale jinak film prakticky nemá hudební scény.

## Obsazení
| Laurence Olivier | Othello                  |
| Maggie Smithová  | Desdemona, Othelova žena |
| Frank Finlay     | Jago                     |
| Joyce Redmanová  | Emilie, Jagova žena      |
| Derek Jacobi     | Cassio                   |

## Filmové kritiky
Laurence Olivier se před natáčením dlouho připravoval, aby mluvil hlasem podstatně hlubším než je jeho normální, natrénoval také exotický přízvuk a zvláštní způsob chůze. Kritička Inez Robbová to hodnotila pohrdavě. Filmová kritička Pauline Kaelová uvedla, že je doslova hanba hlavních filmových studií to, s jak omezeným rozpočtem musel být film natočen, zatímco jiné filmy obdržely rozpočty v řádu milionů dolarů. John Simon, přestože nesouhlasil s přístupem produkce a způsobem provedení titulní role, prohlásil, že Laurence Olivier hraje tohoto zvláštně pojatého Othella velkolepě, způsobem, který nám způsobuje zvrácenou radost jeho herectví vidět. Je to zatím jediné filmové zpracování některé hry Shakespearea, ve kterém byli všichni hlavní představitelé nominováni na Oscary. Frank Finlay v roli Jaga byl trochu nelogicky nominován jako herec ve vedlejší roli, přestože v originálu hry má více textu než Othello. Je ale pravda, že ve filmu odehraje o tři minuty méně než Laurence Olivier v roli Othella.

## Ocenění a nominace
Oscar (Cena Akademie) 1966: celkem čtyři herci a herečky byli nominováni na Oscara, ale žádnou nominaci se nepodařilo proměnit ve vítězství.
- Laurence Olivier: herec v hlavní roli
- Frank Finlay: herec ve vedlejší roli
- Joyce Redmanová: herečka ve vedlejší roli
- Maggie Smithová: herečka ve vedlejší roli

Zlatý glóbus (Golden Globes Award) 1966: rovněž čtyři nominace bez vítězství.
- Maggie Smithová: nejlepší herečka – drama
- Joyce Redmanová: nejlepší herečka ve vedlejší roli
- Frank Finlay: nejlepší herec ve vedlejší roli
- Nejlepší anglicky mluvený zahraniční film

Filmová cena Britské akademie (BAFTA Award) 1967
- Frank Finlay: Nejslibnější nováček (nominace)

Mezinárodní filmový festival v San Sebastiánu 1966
- Frank Finlay: Stříbrná mušle pro nejlepšího herce (vítězství)
- Stuart Burge: Zlatá mušle pro nejlepší film (nominace)[5]